# Боландер, Софи
Софи Кристина Матильда Боландер (швед. Sophie Bolander; 28 января 1807 года, Гётеборг – 2 июня 1869 года, Гётеборг) — шведская писательница, автор романов, критикующих аристократию. Получила известность своим участием в обсуждениях современных ей вопросах о роли женщины в обществе.

## Биография
Софи Боландер была дочерью фабриканта Густава Эрика Боландера (Gustav Erik Bolander) и Йоханны Кристины Карлстрём (Johanna Kristina Carlström). Софи никогда не была замужем. Её роман «Trolldomstecknet»,  критикующий современную писательнице аристократию  считается одним из первых романов на эту тему в Швеции. В 1850-х годах многие из её романов опубликовались отрывками в шведских газетах и журналах Göteborgs Handels-och Sjöfartstidning, Post-och Inrikes Tidningar и Aftonbladet. Романы Софи Боландер  были наполнены романтическими историями, часто в историческом контексте.
Боландер получила известность своим участием в обсуждениях в прессе по вопросах о роли женщины в современном обществе. В её статьях на эту тему основное внимание уделялось браку и материнству, как единственному предназначению  женщины. Она поддержала писательницу-феминистку Фредрику Бремер, автора романа феминистский роман Герта, или История одной души (1856), в её  критике поверхностного образования для девочек. По мнению Софи женщины, как и мужчины, должны получать серьезное академическое образование.
Однако, в отличие от Бремер и других реформистов, Боландер не поддержала идею о том, что женщинам надо получать серьезное образование для того, чтобы подготовить их к независимой от мужчин жизни. Она считала, что академическое образование женщинам необходимо чтобы лучшие исполнять их обязанности жены и матери. Фредрика Бремер отмечала по этому поводу, что Софи Боландер остановилась на полпути в решении женского вопроса.
В своем романе Qvinnan med förmyndare (Женщина с Хранителем) Софи поднимала вопрос о взрослых незамужних женщинах, которых могли бы брать под свое опекунство мужчины-родственник.

## Избранные произведения
- Tante Agnetas aftonberättelser
- Qvinnan med förmyndare  (1842)
- Modern i hemmet (1844)
- Trolldomstecknet (1845)

## Список литературы
- Sophie C M Bolander, urn:sbl:17900, Svenskt biografiskt lexikon (art av E. Lindström.), hämtad 2015-05-08.
- Kvinnan inom svenska litteraturen intill år 1893. En bibliografi